# Джимільяно
Джимільяно (італ. Gimigliano, сиц. Jimiglianu) — муніципалітет в Італії, у регіоні Калабрія, провінція Катандзаро.
Джимільяно розміщене на відстані близько 480 км на південний схід від Риму, 10 км на північний захід від Катандзаро.
Населення — 3431 особа (2014).
Щорічний фестиваль відбувається 19 березня. Покровитель — Йосип з Назарета (San Giuseppe).

## Демографія
Населення за роками:

Станом на 1 січня 2023 року в муніципалітеті офіційно проживали 52 іноземці з 13 країн, серед них 11 громадян країн Євросоюзу та 1 громадянин України.

## Сусідні муніципалітети
- Карлополі
- Катандзаро
- Чикала
- Деколлатура
- Фоссато-Серральта
- Пентоне
- Сан-П'єтро-Апостоло
- Сорбо-Сан-Базіле
- Соверія-Маннеллі
- Тіріоло